# Monster Hunter (serie)
Monster Hunter (モンスターハンター?, Monsutā Hantā) è un media franchise fantasy giapponese creato nel 2005 ed iniziato con la serie di videogiochi sviluppati e pubblicati dalla software house Capcom. La serie è incentrata su videogiochi action RPG, ed include anime, manga, un film live action, un gioco di carte collezionabili, merchandising, e diversi spin-off per mobile e personal computer (quest'ultimi in esclusivi per l'Asia dell'Est).

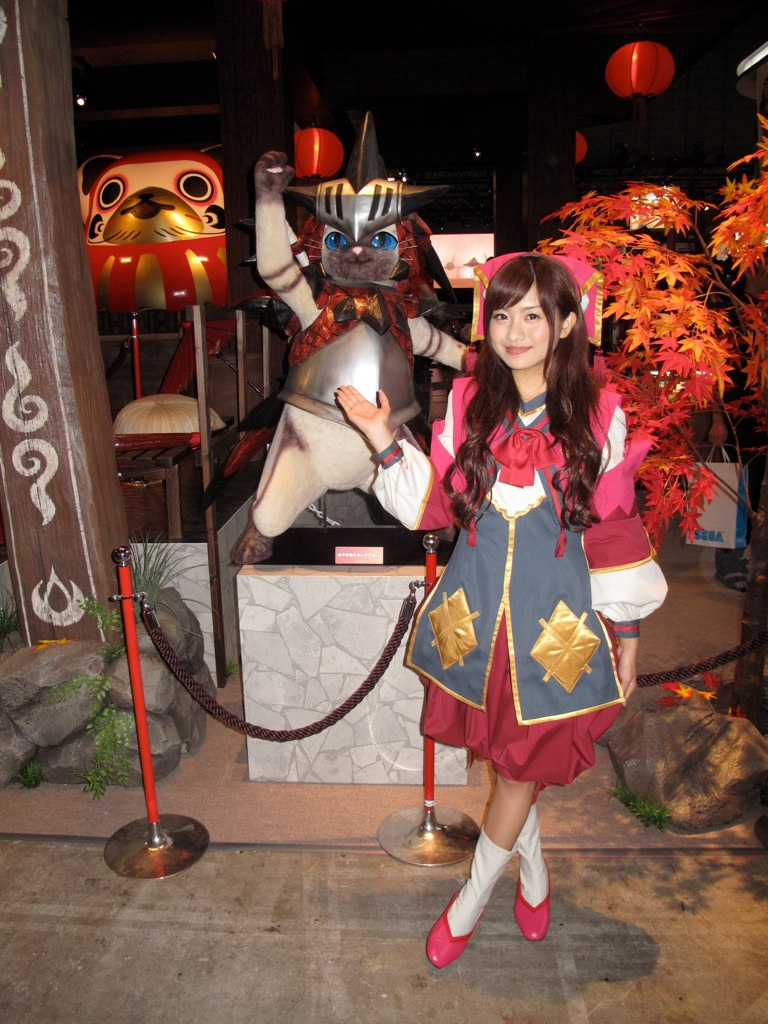
Marie Soda, cosplayer di Konaha (dama di Yukumo) al Tokyo Game Show 2010

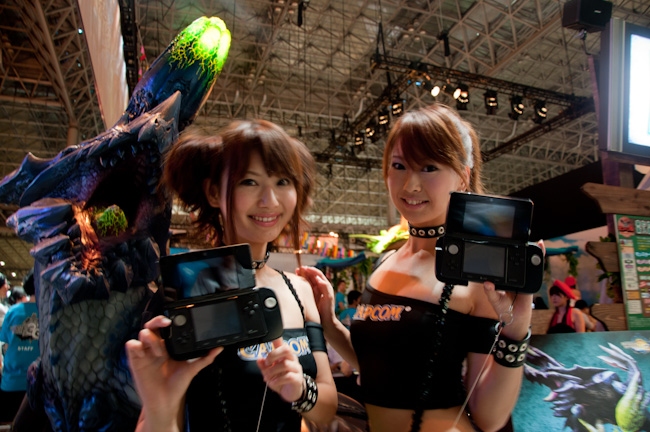
Reika Hino (sinistra) e Aoi Haruka (destra), modelle promozionali dello stand Capcom al Tokyo Game Show 2011

Il franchise è iniziato con Monster Hunter, videogioco del 2005 per PlayStation 2; da allora la serie ha ricevuto adattamenti e pubblicazioni per una moltitudine di console, sia da tavolo che portatili, nonché per Microsoft Windows.

## Videogiochi
Ogni generazione è formata da un capitolo, generalmente numerato, e dalle diverse versioni espanse derivate da esso; ogni nuovo capitolo della serie introduce diverse innovazioni al format preesistente, oltreché nuovi mostri, location, armi ed armature inediti.

### Prima generazione
- Monster Hunter – primo capitolo della saga; pubblicato da Capcom per PlayStation 2 l'11 marzo 2004 in Giappone ed il 27 maggio 2005 in Europa.
  - Monster Hunter G – versione espansa del primo capitolo; contiene nuovi mostri, equipaggiamenti e altre nuove missioni.
    - Monster Hunter Freedom – conosciuto in Giappone come Monster Hunter Portable (モンスターハンターポータブル?, Monsutā Hantā Pōtaburu) pubblicato l'1 dicembre 2005 in Giappone, in USA il 23 maggio 2006 e in Europa il 12 maggio 2006. Un porting di Monster Hunter G con nuove aggiunte e alcune differenze.

### Seconda generazione
- Monster Hunter 2 – pubblicato il 16 febbraio 2006 per console PlayStation 2, aggiunge molte novità (nuovi mostri, armi, armature, oggetti) rispetto al suo predecessore. È uscito solo in Giappone a causa del quasi-fallimento del primo episodio in Europa e USA.
  - Monster Hunter Freedom 2 – versione estesa di Monster Hunter 2, pubblicato per PlayStation Portable il 22 febbraio 2007 in Giappone ed il 7 settembre dello stesso anno in Europa, la versione giapponese del gioco è chiamata Monster Hunter Portable 2nd. Introduce alcuni nuovi mostri e nuove attività.
    - Monster Hunter Portable 2nd G – versione estesa di Monster Hunter Freedom 2, pubblicata in Giappone il 27 marzo 2008, poi pubblicato in America e in Europa il 26 giugno 2009 .

### Terza generazione
- Monster Hunter 3 – pubblicato per Wii l'1 agosto 2009 in Giappone e il 23 aprile 2010 in Europa con il nome di Monster Hunter Tri. Si discosta dai precedenti capitoli per l'assenza di determinati equipaggiamenti e mostri ma allo stesso tempo per numerose novità, tra cui la possibilità di combattere sott'acqua.
  - Monster Hunter Portable 3rd – versione estesa pubblicato per PlayStation Portable il 1º dicembre 2010 in esclusiva in Giappone. Il gioco introduce nuove creature e riprende diverse caratteristiche e mostri dai capitoli precedenti per PSP e da Monster Hunter Tri. Il 25 agosto 2011 venne pubblicata una versione rimasterizzata per PlayStation 3, sempre solo in Giappone.
    - Monster Hunter 3 G – pubblicato il 10 dicembre 2011 in Giappone per Nintendo 3DS, una versione per Wii U è stata pubblicata l'8 dicembre 2012; in Europa e in America il marzo 2013 col titolo Monster Hunter 3 Ultimate. Estensione e spin-off che riprende Monster Hunter 3 aggiungendo diverse caratteristiche da Monster Hunter Portable 3rd e le espande ulteriormente.

### Quarta generazione
- Monster Hunter 4 – pubblicato esclusivamente in Giappone il 14 settembre 2013 per Nintendo 3DS; come ogni capitolo principale introdusse diverse novità.[1]
  - Monster Hunter 4 G – versione espansa del precedente capitolo, pubblicata in Giappone il 14 ottobre 2014 ed in America ed Europa il 13 febbraio 2015 col nome Monster Hunter 4 Ultimate assieme all'uscita della nuova console di casa Nintendo, New Nintendo 3DS e New Nintendo 3DS XL; in occasione di tale uscita fu disponibile anche un bundle contenente un'edizione limitata di un New Nintendo 3Ds XL a tema Monster Hunter 4 Ultimate e una copia pre-installata del gioco.
- Monster Hunter X – il 28 novembre 2015, Capcom pubblica il gioco in Giappone, in seguito pubblicato nel resto del mondo il 15 luglio 2016 sotto il nome di Monster Hunter Generations. Creato per festeggiare il decimo anniversario della serie, contenente diversi personaggi, luoghi e mostri dei giochi passati.
  - Monster Hunter XX – il 18 marzo 2017, Capcom pubblica una versione estesa di Monster Hunter X per Nintendo 3DS in esclusiva per il mercato Giapponese. Il 25 agosto 2017 viene pubblicata una versione anche per Nintendo Switch.[2] Il 10 maggio 2018, venne annunciata la localizzazione della versione per Nintendo Switch per l'occidente sotto il nome di Monster Hunter Generations Ultimate.

### Quinta generazione
- Monster Hunter: World – il 13 giugno 2017 viene annunciato il titolo per console da tavolo e Microsoft Windows;[3] rispetto ai precedenti capitoli ha una grafica nettamente migliorata, più interazioni coi mostri e molte altre novità. World viene pubblicato per PlayStation 4 e Xbox One il 26 gennaio 2018 ed il 9 agosto dello stesso anno per PC. Il 19 ottobre 2021, tramite comunicato stampa, Capcom annuncia che Monster Hunter: World ha raggiunto 20 milioni di copie vendute[4].
  - Iceborne – il 10 dicembre 2018 viene annunciata l'espansione per World.[5][6] In seguito viene rivelato che la data di pubblicazione di Monster Hunter World: Iceborne è il 6 settembre 2019 per Playstation 4 ed Xbox One e il 9 gennaio 2020 per Window
- Monster Hunter Rise – Il 17 settembre 2020 viene annunciato un nuovo titolo. Il titolo è stato pubblicato il 26 marzo 2021 in esclusiva temporale per Nintendo Switch.[7] A gennaio 2022 viene pubblicata la versione PC.
  - Sunbreak – Il 24 settembre 2021 viene annunciata l'espansione per Monster Hunter Rise, l'uscita è avvenuta il 30 giugno 2022, in contemporanea su Switch e PC.

### Sesta generazione
- Monster Hunter Wilds – L'8 dicembre 2023 viene annunciato il titolo Monster Hunter Wilds, l'uscita è prevista il 28 febbraio 2025, in contemporanea per PlayStation 5, Xbox Series X/S e PC;[8] incluso il supporto per il gioco multipiattaforma.[9] Basato sul modello di World, include aree con modelli meteorologici che influenzano le condizioni di caccia, la possibilità di passare a una seconda arma tenuta nella sella della nuova cavalcatura Seikret, e azioni in modalità Concentrazione in combattimento che consentono attacchi e difese più precisi da specifici attacchi.[10]

### Lista completa della serie principale
| Anno | Titolo                              | Console                                                     |
| ---- | ----------------------------------- | ----------------------------------------------------------- |
| 2004 | Monster Hunter                      | PlayStation 2                                               |
| 2005 | Monster Hunter G                    | PlayStation 2, Wii                                          |
| 2005 | Monster Hunter Freedom              | PlayStation Portable                                        |
| 2006 | Monster Hunter 2                    | PlayStation 2                                               |
| 2007 | Monster Hunter Freedom 2            | PlayStation Portable                                        |
| 2008 | Monster Hunter Freedom Unite        | PlayStation Portable, iOS                                   |
| 2009 | Monster Hunter Tri                  | Wii                                                         |
| 2010 | Monster Hunter Portable 3rd         | PlayStation Portable, PlayStation 3                         |
| 2011 | Monster Hunter 3 Ultimate           | Nintendo 3DS, Wii U                                         |
| 2013 | Monster Hunter 4                    | Nintendo 3DS                                                |
| 2014 | Monster Hunter 4 Ultimate           | Nintendo 3DS                                                |
| 2015 | Monster Hunter Generations          | Nintendo 3DS                                                |
| 2017 | Monster Hunter Generations Ultimate | Nintendo 3DS, Nintendo Switch                               |
| 2018 | Monster Hunter: World               | PlayStation 4, Xbox One, Microsoft Windows                  |
| 2019 | Monster Hunter World: Iceborne      | PlayStation 4, Xbox One, Microsoft Windows                  |
| 2021 | Monster Hunter Rise                 | PlayStation 4, Xbox One, Nintendo Switch, Microsoft Windows |
| 2022 | Monster Hunter Rise: Sunbreak       | PlayStation 4, Xbox One, Nintendo Switch, Microsoft Windows |
| 2025 | Monster Hunter Wilds                | PlayStation 5, Xbox Series X e Series S, Microsoft Windows  |

## Spin-off
- Monster Hunter i – per telefoni cellulari, pubblicato il 6 febbraio 2006, il personaggio giocabile è solo maschile, le armi non hanno l'acutezza ed è completamente offline.
- Monster Hunter Frontier – la prima versione per PC pubblicata in Giappone il 21 giugno 2007, con server gratuiti in modalità Trial fino al raggiungimento del "High Rank 2". Tra le novità ricordiamo che si tratta di un MMORPG e che sono presenti moltissime creature, armi, armature e oggetti nuovi e vecchi. Successivamente è stato pubblicato su Xbox360 il 24 giugno 2010. Per PC sono state pubblicate ufficialmente 12 versioni mentre per Xbox 360 sono uscite 4 versioni. Il gioco viene costantemente aggiornato con espansioni.
- Monster Hunter Diary: Poka Poka Airu Village – pubblicato il 26 agosto 2010, gioco per PSP che vede come protagonista un Felyne.
- Monster Hunter Explore – è uno spin-off per dispositivi cellulari pubblicato in Giappone il 29 settembre 2015, in seguito fu disponibile per breve tempo in Canada dal 19 aprile 2016 fino al 31 luglio dello stesso anno. Il gioco riprendeva la formula della serie principale ma con diverse semplificazioni e nuove creature.
- Monster Hunter Online – fu un MMO per dispositivi PC, pubblicato esclusivamente in Cina a partire dal 28 giugno 2013.
- Monster Hunter Stories – pubblicato in Giappone l'8 ottobre 2016 per Nintendo 3DS, spin-off dove il giocatore vestendo i panni di un "Rider" potrà allevare e cavalcare mostri per sconfiggere diversi avversari e creature; il gioco venne distribuito nel resto del mondo l'8 settembre 2017. In seguito venne creato un porting per smartphone, reso disponibile a tutti solo nel 2018.
- Otomon Drop: Monster Hunter Stories - pubblicato in Giappone durante l'inverno 2016, è un puzzle game per dispositivi iOS e Android ispirato all'anime di Monster Hunter Stories.[11]
- Monster Hunter Stories 2: Wings of Ruin – il 17 settembre 2020, Capcom annuncia il sequel di Monster Hunter Stories per Nintendo Switch e Microsoft Windows. L'uscita è prevista per l'estate 2021, ed il gioco avrà compatibilità con Monster Hunter Rise.[12][13]
- Monster Hunter Now - è un gioco per dispositivi mobili in realtà aumentata del 2023 sviluppato da Niantic e Capcom e pubblicato dalla prima. È stato pubblicato in tutto il mondo il 14 settembre 2023 e ha accumulato 15 milioni di download entro il 2024.

### Lista completa degli spin-off
| Anno | Titolo                                            | Console                                                             |
| ---- | ------------------------------------------------- | ------------------------------------------------------------------- |
| 2006 | Monster Hunter i                                  | Mobile                                                              |
| 2007 | Monster Hunter Frontier Online                    | Microsoft Windows, Xbox360                                          |
| 2010 | Monster Hunter Diary: Poka Poka Airu Village      | PlayStation Portable                                                |
| 2011 | Monster Hunter Diary: Poka Poka Airu Village G    | PlayStation Portable                                                |
| 2011 | Monster Hunter Frontier Forward.1                 | Microsoft Windows                                                   |
| 2011 | Monster Hunter Dynamic Hunting                    | iOS                                                                 |
| 2012 | Felyne Puzzle                                     | PlayStation Portable                                                |
| 2013 | Monster Hunter Online                             | Microsoft Windows                                                   |
| 2013 | Monster Hunter Frontier G                         | Microsoft Windows, Xbox 360, PlayStation 3, Wii U, PlayStation Vita |
| 2013 | Monster Hunter Massive Hunting                    | iOS, Android                                                        |
| 2013 | Monster Hunter Big Game Hunting Quest             | iOS, Android                                                        |
| 2014 | Monster Hunter Mezeporta Reclamation              | Microsoft Windows                                                   |
| 2014 | Monster Hunter Frontier G Genuine                 | Microsoft Windows, Xbox 360, PlayStation 3, Wii U                   |
| 2015 | Monster Hunter Explore                            | Android, iOS                                                        |
| 2015 | Monster Hunter Spirits                            | Arcade                                                              |
| 2015 | Monster Hunter Diary: Poka Poka Felyne Village DX | Nintendo 3DS                                                        |
| 2016 | Monster Hunter Frontier Z                         | Microsoft Windows, PlayStation 4                                    |
| 2016 | Monster Hunter Stories                            | Nintendo 3DS, iOS, Android                                          |
| 2016 | Monster Hunter Spirits 2 Triple Soul              | Arcade                                                              |
| 2016 | Otomon Drop: Monster Hunter Stories               | iOS, Android                                                        |
| 2018 | Monster Hunter Frontier Z Zenith                  | Microsoft Windows, PlayStation 4                                    |
| 2021 | Monster Hunter Stories 2: Wings of Ruin           | Nintendo Switch                                                     |
| 2023 | Monster Hunter Now                                | iOS, Android                                                        |

## Mostri
Nell'universo di Monster Hunter si trovano molti animali comuni anche sulla Terra, alcuni con diverse caratteristiche, ed altri inventati o ispirati a mostri leggendari (come le viverne, chiamate Wyvern). I mostri sono molto diversi tra loro per aspetto, dimensioni, temperamento e punti di forza, e a seconda di questi possono essere più o meno facilmente catturati, uccisi o respinti. Nel giochi viene effettuata una classificazione di tali creature in base a tratti comuni oppure a legami genetici.
- Anfibi: mostri simili a rane che possono vivere sia sulla terraferma che in acqua ma tendono a vivere in prossimità di essa; hanno una crescita incredibilmente veloce, si muovono principalmente su quattro zampe e sono capaci di grandi salti.
- Belve zannute: Anche note come Pelagus o Primatius, sono una classe di mostri con fattezze da mammiferi e, proprio come essi, variano molto nella loro morfologia, comportamento e combattimento. Hanno fattezze di scimmie, cinghiali, orsi, elefanti e altro. A differenza dei mostri rettiliani, la maggior parte non raggiunge grandi dimensioni e sono meno corazzati, ma per questo alcuni di loro hanno sviluppato un'enorme forza e potenza.
- Carapaceon: sono mostri dotati di chele ed un esoscheletro. La maggior parte è simile a crostacei, tuttavia ci sono alcune eccezioni. Vivono sia in terra che in acqua e sono protetti da corazze che si formano naturalmente o che creano essi stessi usando ossa di altri mostri. La maggior parte di essi non raggiunge le dimensioni dei wyvern più grandi, ma alcuni possono essere davvero giganteschi e temibili.
- Erbivori: una classe che comprende mostri deboli in fondo alla catena alimentare, indipendentemente dal fatto che siano effettivamente imparentati, per questo possono essere sia rettili che mammiferi ma sono sempre tutti accomunati dal nutrirsi esclusivamente da vegetazione. Non sono un pericolo anche se alcuni possono rivelarsi aggressivi e contrattaccare se provocati. Molti vengono allevati come animali da soma e da carne e sono la preda favorita dei grossi predatori, che non disdegnano di nutrirsene al fine di recuperare le forze. I mostri erbivori effettivamente pericolosi non fanno parte di questa classe.
- Creature ancestrali: una classe creata appositamente per la collaborazione crossover tra Monster Hunter World e The Wicther 3: Wild Hunt. Al momento comprende solo creature originarie del mondo di The Witcher.
- Leviathan: Wyvern specializzati nel nuoto e privi di ali. Possono vivere anche sulla terraferma ma tendono a vivere presso il loro elemento, e hanno la fattezze di grandi rettili marini carnivori o pesci giganti, ed alcuni di loro sono in cima alle catene alimentare.
- Lynian: piccoli mostri senzienti, alcuni più barbarici di altri. Alcune specie fanno parte della società umana. I più conosciuti sono i Felyne e i Melynx, simili a gatti, e gli Shakalaka, che sembrano uomini in miniatura dotati di maschere tribali.
- Neopteron: sono mostri insetto di dimensioni spropositate. Vivono in molti ambienti diversi e la maggior parte di essi risulta più fastidiosa che pericolosa, tuttavia alcuni Neopteron sono capaci di mettere facilmente in ginocchio diversi mostri e cacciatori. Le loro corazze possono essere più o meno rigide ma sono conosciuti per la loro resistenza all'elemento drago e alle armi estremamente affilate fabbricabili dalle loro parti.
- Pesci: pesci e fauna marina perlopiù innocua, hanno certe particolari doti se utilizzati per creare equipaggiamenti.
- Pterowyvern: piccoli mostri volanti dalle fattezze simili a pterosauri, sono usati da alcuni cacciatori per spostarsi.
- Temnoceran: mostri simili a ragni capaci di produrre delle ragnatele ed estendere delle enormi fauci interne, condividono alcune caratteristiche con i Neopteron e i Carapaceon come l'alto numero di arti;
- Wyvern acquatici: Anche noti come Wyvern piscine o Wyvern subacquei, sono wyvern che si sono adattati a nuotare. Possiedono diverse caratteristiche tipiche di pesci come scaglie, mentre le loro ali si sono trasformate in pinne, perdendo la capacità di volare ma guadagnando una grande agilità nel nuoto ed in altri ambienti.
- Wyvern brutali: sono mostri bipedi di grandi dimensioni e molto aggressivi. Dall'aspetto impressionante, sono di solito coperti da una dura corazza, non hanno ali e si bilanciano con la coda, avendo una fisionomia tipica dei grandi teropodi. Mento e testa sono quasi sempre le parti più corazzate, e normalmente i fianchi, le zampe, ed il ventre sono i loro punti più esposti. Sono temuti da quasi tutti i cacciatori per la loro forza, ferocia e resistenza.
- Wyvern rapaci: Anche noti come Uccelli wyvern, sono una classe di Wyvern bipedi di piccole-medie dimensioni. Sebbene tra essi figurino mostri sia grandi che piccoli, la maggior parte risulta in basso nella catena alimentare. Diversi possiedono ali con cui sono in grado di volare e alcuni sono ricoperti di piume, spesso variopinte e dai colori accesi. Si dividono in due categorie: 
  - I Wyvern rapaci volanti, che esibiscono caratteristiche simili ai wyvern volanti, con una postura bipede e ali completamente sviluppate e funzionali. Molti di questi possiedono un becco duro e tagliente che può essere usato come arma, e generalmente hanno un comportamento da uccello.
  - I Wyvern rapaci raptoriali hanno invece una fisionomia più simile a quella dei teropodi, sono sprovvisti di ali, e si sono evoluti per eccellere nella corsa e nell'agilità. La maggior parte di essi vive in gruppo comandato da un esemplare dominante.
- Wyvern serpenti: Wyvern che hanno sviluppato caratteristiche tipiche dei serpenti, come un corpo allungato e serpentino, veleno, e una lingua biforcuta. Alcuni sono più simili a Wyvern volanti, mentre altri sono completamente sprovvisti di ali, ma possiedono quattro zampe vestigiali, e per muoversi strisciano sul terreno.
- Wyvern volanti: sono la classe di mostri più caratteristici, e possiedono due zampe e due ali. Sono i predatori più comuni dell'universo di Monster Hunter e i più equilibrati in agilità e forza, nonostante le loro dure corazze, che li rendono avversari temibili. Si dividono in due categorie:
  - Wyvern volanti puri, che hanno un'andatura bipede, e sfruttano molto le ali durante la caccia e i combattimenti.
  - Pseudowyvern, ovvero Wyvern che hanno sacrificato la capacità di volare, trasformando le loro ali in potenti arti anteriori, con cui sono in grado di assumere una postura quadrupede, e muoversi velocemente al suolo e spiccare grandi balzi; Alcuni come l'Akantor e l'Ukanlos sono completamente privi di ali ed hanno una fisionomia quadrupede.
- Wyvern zannuti: sono una classe di Wyvern quadrupedi, dotati di arti anteriori più massicci di quelli posteriori. I componenti di questa classe hanno tratti sia da rettili che da mammiferi. Nonostante le notevoli dimensioni, alcuni sono straordinariamente agili e veloci, ed alcuni di loro vivono in gruppo comandati da un esemplare dominante;
- Draghi anziani: creature che hanno vissuto eternamente sin dai tempi antichi, estremamente rare e potenti, a causa dei loro misteriosi poteri molti di essi furono venerati come vere e proprie divinità dalle antiche popolazioni. I Draghi Anziani sono mostri che sono spesso paragonati a cataclismi, disastri, vere e proprie forze della natura piuttosto che meri animali come gli altri mostri. I mostri in questo gruppo condividono alcune misteriose proprietà non trovate in altri mostri, per questo alcune creature si trovano in questa classe indipendentemente dalla loro somiglianza o meno alla normale raffigurazione di "Drago". I mostri più rari, misteriosi e potenti appartengono a questa classe;
- ???: Categoria in cui vengono catalogati mostri bizzarri e misteriosi su cui si conosce poco o nulla. Classe in cui vengono posti mostri in attesa di ricevere una migliore classificazione;
- Mostri non classificati: Una categoria in cui vengono catalogati mostri che non è possibile inserire in nessuna delle categorie precedenti. Include alcune fra le creature più potenti, come il Laviente.

## Accoglienza
Il successo ottenuto, sia in patria che oltremare, ha dato il via a vari sequel, versioni espanse e spin-off, Monster Hunter è la seconda serie di maggior successo della Capcom, con 66 milioni di unità vendute al dicembre 2020.
Al 5 luglio 2022 capcom informa che la serie di Monster Hunter ha venduto in totale 84 milioni di copie in tutto il mondo.

## Altri media

### Crossover
Il successo della serie videoludica, ha portato a diverse collaborazioni tra Monster Hunter ed altri popolari franchise come Metal Gear, Neon Genesis Evangelion, Street Fighters, The Witcher, Okami e molti altri.

### Manga
- Monster Hunter Orage (2011-2012)

### Anime
- Monster Hunter Stories: Ride On (2016-2017)

### Giochi di carte
- Monster Hunter Hunting Card (2018)

### Film
- Monster Hunter, diretto da Paul W. S. Anderson (2020)
- Monster Hunter: Legends of the Guild, diretto da Steve Yamamoto (2021)

### Annotazioni
1. ↑  La serie di maggior successo in assoluto della Capcom è Resident Evil con più di 100 milioni di unità vendute al 2020.

### Fonti
1. ↑   Monster Hunter 4 annunciato ufficialmente, su GamesBlog, Blogo.it, 13 settembre 2011. URL consultato l'11 marzo 2017.
2. ↑   SpazioGames.it, Annunciato Monster Hunter XX per Nintendo Switch - News, in SpazioGames.it. URL consultato il 2 giugno 2017 (archiviato dall'url originale il 31 maggio 2017).
3. ↑  (EN) Mike Williams, Monster Hunter World Brings The Franchise To PS4 and Xbox One in Early 2018, su USgamer. URL consultato il 13 giugno 2017 (archiviato dall'url originale il 16 giugno 2017).
4. ↑  (EN) Monster Hunter: World Tops 20 Million Units Shipped Globally! – Capcom aims to further grow user base with proactive expansion of the series overall – | Press Release | CAPCOM, su www.capcom.co.jp. URL consultato il 6 febbraio 2022.
5. ↑  (EN) Tom Senior, Monster Hunter World: Iceborne expansion announced, su PC Gamer, 10 dicembre 2018. URL consultato il 13 aprile 2019 (archiviato dall'url originale il 13 aprile 2019).
6. ↑   Monster Hunter World: annunciata l'espansione Iceborne e tante novità!, su Everyeye.it. URL consultato il 13 aprile 2019.
7. ↑   Nicole Carpenter, Monster Hunter Rise announced for Nintendo Switch, su Polygon, 17 settembre 2020. URL consultato il 17 settembre 2020.
8. ↑   Monster Hunter Wilds, su monsterhunter.com. URL consultato l'8 dicembre 2023.
9. ↑   Monster Hunter Wilds Crossplay Confirmed Alongside New Trailer, su ign.com, 7 Giugno 2024.
10. ↑   Joesph Bustos, Monster Hunter Wilds: new gameplay details from today's State of Play, in PlayStation Blog, 30 Maggio 2024. URL consultato il 31 Maggio 2024.
11. ↑  (EN) Monster Hunter Stories Is Getting A Smartphone Puzzler Based On Its Anime - Siliconera, in Siliconera, 14 novembre 2016. URL consultato il 13 ottobre 2017.
12. ↑   Damien McFerran, Monster Hunter Stories 2: Wings Of Ruin Hits Switch Summer 2021, su Nintendo Life, 17 settembre 2020. URL consultato il 17 settembre 2020.
13. ↑   Liana Ruppert, Monster Hunter Stories 2: Wings Of Ruin Is Coming Summer 2021, su Game Informer, 17 settembre 2020. URL consultato il 17 settembre 2020 (archiviato dall'url originale il 20 settembre 2020).
14. ↑   Capcom svela quanto hanno venduto Monster Hunter Rise e l'espansione Sunbreak - News Nintendo Switch, su Console-Tribe, 5 luglio 2022. URL consultato il 5 luglio 2022.